# Alejandro Morales Troncoso

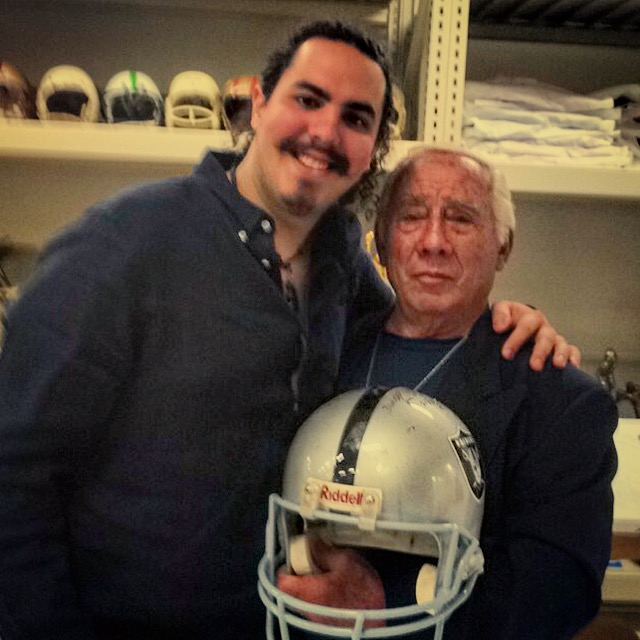
El "Canario" presume un casco firmado por Tom Flores, como parte de su colección de FBA.

Alejandro Morales Troncoso (Ciudad de México, 20 de marzo de 1939-27 de octubre de 2024), conocido también como "El Canario" por su cabello rubio, fue jugador y entrenador de futbol americano en México. Dedicó gran parte su vida a este deporte, posteriormente desempeñándose como periodista, escritor y promotor del futbol americano en México.
Fundó el Salón de la Fama del Futbol Americano en México que selecciona a los mejores jugadores y coaches que han pasado por el deporte de las tacleadas en este país y desde 1992 organiza y entrega los Cascos de Oro que premian a los mejores atletas y entrenadores que participan cada año en las diferentes ligas de futbol americano mexicano.
Además se desempeñó como presidente de la revista Deporte Gráfico, que cada mes publica sobre futbol americano de México y de la NFL, misma que fundó en 1969 y que se imprimió por más de 45 años. Es autor de algunos libros sobre este deporte, que fuera de los más populares entre la élite mexicana a mediados del siglo XX.
En la Universidad Nacional Autónoma de México (UNAM), dio clases de ética en el deporte y se desempeñó como presidente de la Asociación Civil Universitaria de Deportistas Egresados de la UNAM (ACUDE).

## Como jugador de futbol americano
Alejandro Morales se inició en el deporte de las tacleadas desde muy pequeño. Cuenta que veía a Roberto "Tapatío" Méndez (entrenador de los Pumas de la Universidad Nacional Autónoma de México) y le pedía que le regalara cosas con las que se jugaban los partidos. Siempre sostuvo que el "Tapa" (como él le llamaba de cariño) fue el mejor entrenador que ha existido en el futbol americano de México, pues ganó 9 campeonatos para los Pumas (mote que el mismo Méndez dio al equipo por su fiereza y agilidad). Curiosamente el último año en que el "Canario" jugara futbol americano colegial, fue el último del "Tapatío" dirigiendo a los universitarios.
Desde niño jugó con los equipos inferiores de los Pumas, ahí se encariñó con el deporte al que dedicaría muchos años de su vida. Conforme fue avanzando en sus grados escolares, lo fue haciendo en los equipos inferiores, hasta que llegó a estudiar en la Universidad Nacional Autónoma de México y por ende, a los Pumas del entrenador Méndez, con los que jugaría de 1959 a 1964 y ganaría dos campeonatos universitarios (en 1959 y 1961).
Morales se desempeñaba como guardia en la línea ofensiva y le abría huecos a los corredores como Felipe de la Garma, el capitán de los Pumas Campeones del '61. En esa época, el "Canario" y su equipo lograron ganar la mayoría de los clásicos contra los Burros Blancos del IPN, incluido el último partido de Morales y de su entrenador Méndez, mismo que ganaron 18-14, sólo para terminar con decoro una temporada en la que ya no tenían nada que ganar.
Alejandro Morales comentó más tarde en una entrevista universitaria, que en el entretiempo de ese encuentro, el entrenador Méndez le confesó al equipo que ese era su último juego, pues no le habían renovado el contrato y pidió que hicieran un último esfuerzo extra a su nombre para ganar el partido, pero en cuanto los jugadores empezaron a reclamar y a gritar que cómo le ayudaban, él los calló y les dijo: "Esa energía, la necesito ahora en el estadio para que ganemos el juego", lo que fue suficiente para que los jugadores salieran a la segunda mitad a ganar el clásico.

## Como entrenador
Alejandro Morales incursionó también en la carrera de entrenador, con equipos como Pumitas (inferiores de la UNAM), y dirigió a equipos tanto del IPN como de la UNAM, ganando algunos campeonatos en el camino dentro de las diferentes categorías y conociendo a gran parte de los jugadores que se fueron convirtiendo en leyendas y que posteriormente él mismo terminaría induciendo al Salón de la Fama mexicano.

## Otras actividades
Entre otras cosas, Alejandro Morales se ha dedicado a escribir editoriales en diarios mexicanos como El Universal o El Sol de México, además tiene un espacio radiofónico en Rasa 620 de am donde habla de futbol americano. Es también autor de libros como Pumas de corazón guerreros por convicción, 100 años de futbol americano en México, Huélum Politécnico Gloria, Cóndores Hombres de Respeto, 60 Años de Esfuerzo y Triunfos, Miembros del Salón de la Fama, Pumas 27-69 y Destellos de una Leyenda.
Además fue un enlace importante en diferentes momentos para conseguir apoyo de equipos estadounidenses, para algunos locales que no contaban con el equipo necesario para practicar el deporte de las tacleadas y de igual manera para conseguir tratos con la NFL, que llevaron a que se celebraran los famosos American Bowls en México, entre otras cosas. Incluso se mostró muy efectivo en ciertos momentos, para conseguir que empresarios y hasta Presidentes mexicanos apoyaran a algunos equipos.

### Deporte Gráfico
En 1969 creó la revista Deporte Gráfico, para dar difusión al futbol americano de México y a la NFL, de Estados Unidos. Esta publicación se imprimió de manera continua por más de 45 años, todavía en 2016 siguieron publicándose sus números; hecho que la vuelve una de las revistas deportivas más antiguas y de las pocas que le dedican tantas letras al deporte de las tacleadas.

### El Salón de la Fama en México y los mexicanos inmortalizados en Ohio
En 1988 fundó el Salón de la Fama del Futbol Americano en México, con un comité conformado por ex entrenadores y exjugadores mexicanos, que en ese entonces seleccionaron a lo mejor de la historia hasta ese año, divididos en períodos de cinco años (que es lo que juega un atleta colegial en promedio). Ese primer comité lo conformaron el mismo Alejandro Morales Troncoso, Héctor Santos, Ricardo García Estrada, Enrique Estañol Lira, Roberto "Tapatío" Méndez, Mario Villamar, Alberto ‘Chivo’ Córdoba, Salvador ‘Sapo’ Mendiola y Ernesto Hidalgo.
Más adelante, en el año 2000, previo al Super Bowl XXXIV entre los St. Louis Rams y los Tennessee Titans, Morales platicando con el comisionado de la NFL de ese entonces, Paul Tagliabue, le comentó que el futbol americano se practicó durante todo el siglo XX en México de manera competitiva y apasionada y lo invitó a la inauguración del Salón de la Fama de México junto con la gente del Salón de la Fama de la NFL de Canton, Ohio, quienes acudieron durante los festejos del American Bowl que se jugó en 2001 y decidieron incluir en su propio recinto a lo mejor del futbol americano amateur de México.
A partir de ese momento se hizo una votación por internet, que duró un año, donde votaron más de 10 mil personas para elegir al mejor de cada posición. Los resultados fueron entregados a un comité de periodistas, entrenadores y árbitros, que haría la selección, este fue conformado por Anastasio "Látigo" Gerner, Mauel Neri, Manuel Rodero, Jacinto Licea, Sabino Mijangos, Víctor Oliver y Rafael Alvarado, entre otros. Así es como se llegó al número de 19 nombres que serían incluidos posteriormente, junto con la generación de 2003 del Salón de la Fama del Futbol Americano Profesional de la NFL, como un homenaje a la historia de este deporte en México.
Morales tenía la intención de que más adelante lo dejaran colgar placas con los mejores jugadores de cada década en el recinto de Canton, pero nunca logró que sucediera.
En 2015 se hizo una nueva inducción después de más de 20 años sin seleccionar jugadores al Salón de la Fama, esto fue durante la Expo Futbol Americano 2015, donde Morales fue a promover este deporte, del que siempre dice que tiene la ventaja de formar seres humanos íntegros y de buenos valores.

### Los Cascos de Oro
Desde Presidentes Mexicanos como Miguel Alemán, que han sido aficionados al futbol americano de México, había premios que ellos mismos entregaban a los equipos, y a ciertos jugadores, desde trofeos de campeonato, hasta premios a lo mejor a nivel individual. Al principio se le regalaba una escultura al mejor corredor, o un balón dorado al mejor quarterback, hasta que nació la idea de entregar cascos de oro a los mejores jugadores. Esta tradición fue muy común a mediados de siglo y hacia los años 70, pero fue disminuyendo hasta que finalmente se dejó de hacer.
De esa idea partió Alejandro Morales para revivir los Cascos de Oro, mismos que él organiza y entrega cada año desde 1992, con diferentes categorías para premiar a lo mejor de este deporte de cada año. Suelen ser eventos muy emotivos, donde además de los atletas que compiten en el año de la entrega, acuden históricos exjugadores y reviven momentos de cuando ellos tenían el protagonismo en el terreno de juego.

## Datos biográficos
Alejandro Morales está casado con Maya Escalante, con quien tiene dos hijos: Armando Morales Escalante y Alejandra Morales Escalante. A pesar de que dedicó gran parte de su tiempo libre a la promoción del futbol americano en México, ya sea con su revista o haciendo eventos y demás, el "Canario" también disfrutaba reunirse con sus antiguos compañeros de equipo y otros exjugadores para desayunar y siempre rememorar las andanzas en el futbol americano.